# Штейнванд, Рудольф
Рудольф Ште́йнванд (нем. Rudolf Steinwand; 4 августа 1906, Боппард — 10 ноября 1982, Лениц) — немецкий политик, член КПГ и впоследствии СЕПГ. Министр горнорудной, металлургической и калиевой промышленности ГДР в 1955—1958 годах.

## Биография
Штейнванд родился в учительской семье. После высылки из оккупированной французами зоны Германии был вынужден прервать учёбу в гимназии и получил аттестат зрелости в 1928 году. Учёбу на учительских курсах ему пришлось бросить в отсутствие средств. С 1930 года участвовал в работе Коммунистической партии Германии, подвергался арестам за нелегальную деятельность. После прихода к власти национал-социалистов и запрета КПГ несколько раз подвергался охранному аресту и содержался в концентрационных лагерях, тем не менее спустя некоторое время оказывался на свободе, а в 1939 году попал под амнистию. Осенью 1941 года был призван в армию, через некоторое время был арестован за связи с группой Сопротивления Андреаса Хёвеля в Кобленце, из тюрьмы был отправлен на Восточный фронт. В 1945 году сдался в плен Красной армии и позднее смог вернуться в Германию.
В советской зоне оккупации Штейнванд в 1946 году вступил в СЕПГ и заведовал отделом кадров в правительстве земли Тюрингия. В декабре 1948 года ландтаг Тюрингии делегировал Штейнванда в Германскую экономическую комиссию, где он проработал до 1949 года. В 1950—1952 годах Штейнванд руководил сталепрокатным заводом в Унтервелленборне, в 1950—1954 годах являлся депутатом Народной палаты ГДР. В 1952 году Рудольф Штейнванд был назначен начальником главного отдела министерства горнорудной и сталелитейной промышленности, затем получил должность статс-секретаря и заместителя министра тяжёлого машиностроения ГДР. С ноября 1955 по 1958 год Штейнванд занимал должность министра горнорудной, металлургической и калиевой промышленности ГДР. С февраля 1958 года входил в состав Государственной плановой комиссии и руководил отделом тяжёлой промышленности. До 1966 года занимал должность заместителя постоянного представителя ГДР в Совете экономической взаимопомощи.